# Херман от Монс
Херман (на френски: Herman de Hainaut, et de Mons, „thuringius“, † ок. 1051), наричан „Тюрингиец“, е от 1039 г. граф на Монс (Берген) и на южната част на Брабант и чрез наследство от 1048/1049 г. маркграф на Валансиен. Така той успява за пръв път да обедени графството Хенегау, което от 957 г. е разделено.

## Биография
Той е единствен син на граф Регинар V († сл. 1039), граф на Монс от род Регинариди, и съпругата му Матилда от Вердюн († сл. 1039), от род Вигерихиди, дъщеря на граф Херман от Вердюн.
Херман се жени през 1040 г. за Рихилда от Егисхайм (* 1018, † 15 март 1086), вероятно дъщеря на Регинар от Хаснон, маркграф на Валансиен.
През 1046 г. Херман се съюзява с херцог Готфрид III от Лотарингия, граф Дитрих IV от Холандия и граф Балдуин V от Фландрия, против император Хайнрих III. Съпругата му Рихилда, която предпочита съюз с императора, се опитва да го затвори чрез Ацо, епископа на Лиеж, но той отказва. През 1048/49 г. той получава Маркграфство Валансиен, и така обединява отново графството Хенегау.
Херман умира около 1051 г. Вдовицата му Рихилда се омъжва през 1051 г. втори път за Балдуин Фландерски († 1070), по-късният граф Балдуин VI. Тя не дава на децата си с Херман да наследят Хенегау, а им определя църковни служби. Рихилда управлява Хенегау след смъртта на Балдуин за нейните деца от втория брак.

## Деца
Херман и Рихилда имат децата:
- Роже († 1093), епископ на Шалон
- Гертруда, бенедиктинка